# Oğuz Atay

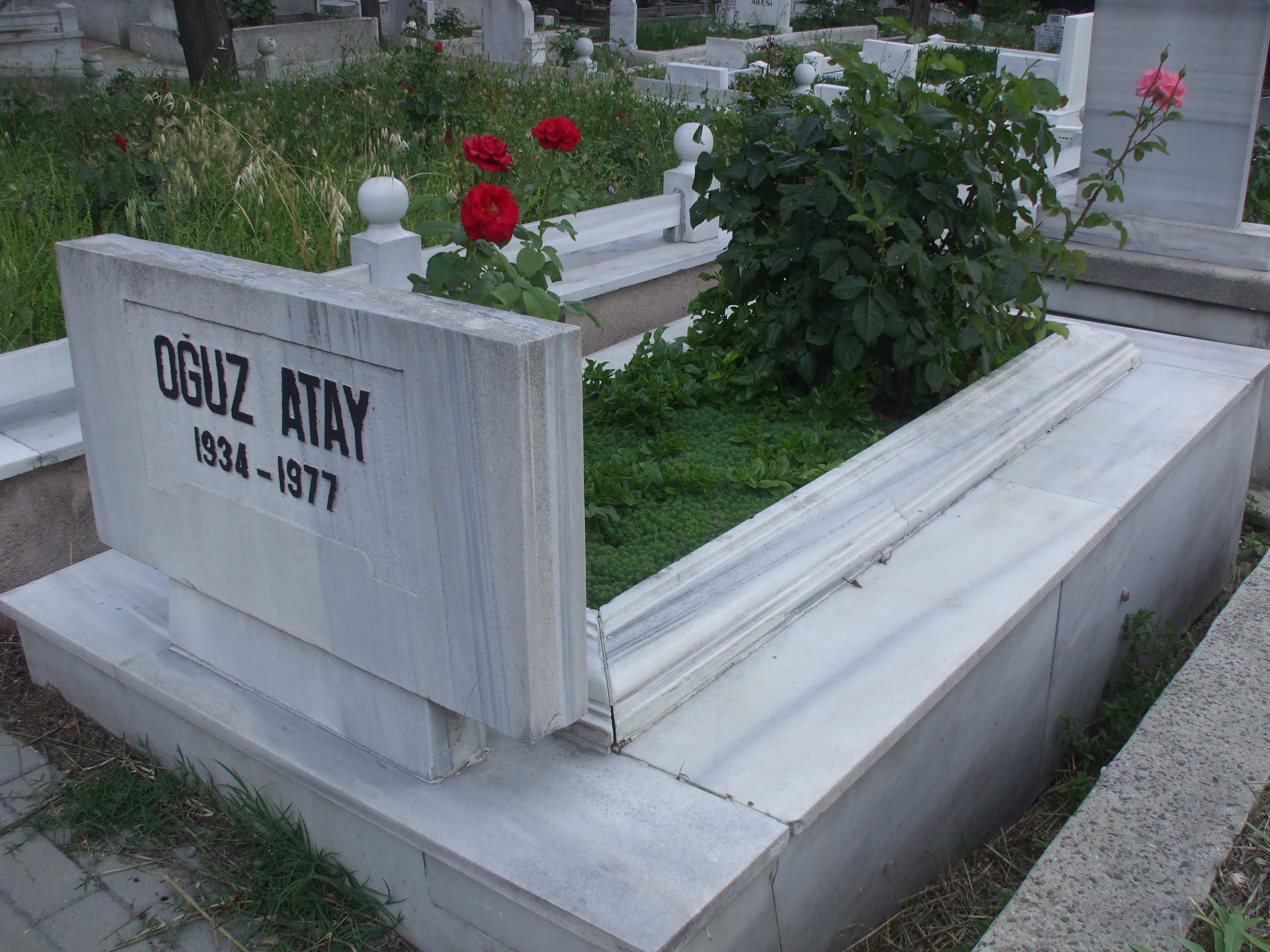
Atays graf

Oğuz Atay (İnebolu, 12 oktober 1934 - Istanboel, 13 december 1977) was een pionier van de moderne Turkse roman. Zijn bekendste werk is Tutunamayanlar. Dit boek is in het Nederlands vertaald onder de titel Het Leven in stukken.

## Achtergrond
Oğuz Atay werd geboren op 12 oktober 1934 in Ìnebolu (Kastamonu). Zijn vader was rechter en enige tijd kamerlid namens de Cumhuriyet Halk Partisi (CHP), de Republikeinse Volkspartij. In 1939 verhuisde de familie Atay naar Ankara waar Oğuz de middelbare school doorliep. Hij voltooide in 1957 zijn studie bouwkunde aan de Ìstanbul Teknik Üniversitesi (Ì.T.Ü.), de Technische Universiteit van Istanboel.
Vanaf 1960 was hij als docent werkzaam, aan de Staatsacademie voor Ingenieurschap. In 1975 werd hij benoemd tot lector. Oğuz Atay was wetenschapper en technocraat, die als bouwkundig ingenieur onderzoek deed en publiceerde. Hij schreef voor een socialistisch blad, Pazar Postası. Dit blad, opgericht in 1956, was in die tijd een literair vernieuwend blad en trok avantgardistische dichters en schrijvers aan. In de jaren 1950 voelde Atay zich aangetrokken tot het socialisme, maar hij heeft zich nooit daadwerkelijk met politiek beziggehouden.
Oğuz Atay debuteerde in 1971/1972 met de roman Het leven in stukken. Het boek is een roman, maar bevat allerlei andere genres: toneelteksten, gedichten, commentaren op literaire teksten, brieven, dagboekfragmenten . 
In Het leven in stukken vertelt Oguz Atay het verhaal van ingenieur Turgut Özben die een tocht onderneemt om uit te vinden waarom zijn boezemvriend Selim Isik zelfmoord heeft gepleegd. Tegen de achtergrond van de stormachtige ontwikkelingen in Turkije vanaf de stichting van de republiek in 1923 tot aan de jaren zeventig van de vorige eeuw ontstaat zo een caleidoscopisch beeld van Selim en een portret van de griplozen. Het leven in stukken kreeg in 1970 een belangrijke literatuurprijs (de TRT-romanprijs). Uit commerciële en politieke overwegingen waren er eerst twijfels over de publicatie van het boek. Ondanks de prijs werd de roman niet direct uitgegeven. Pas in 1972, na twee jaar zoeken, was een uitgever bereid om het uit te geven. Atay’s tweede roman Tehlikeli Oyunlar (Gevaarlijke Spelletjes) volgde in 1973. Jaren na zijn dood, in de herdruk van 1984, werd zijn debuutroman een bestseller in Turkije. 
Hij schreef ook verhalen, zo werd in 1975 de bundel Korkuyu Beklerken (Wachtend op de Angst) uitgegeven. Daarnaast verscheen het toneelstuk Oyunlarla Yaşayanlar (Mensen die leven met Spelen) van zijn hand. Zijn roman Bir Bilim Adamının Romanı (Roman over een Wetenschapper) uit 1975 is een biografie en handelt over het leven van een van zijn docenten aan de Technische Universiteit Istanboel, namelijk professor Mustafa Ìnan. De hoofdpersonen in Atay’s romans, met uitzondering van Mustafa Ìnan uit Bir Bilim Adamının Romanı, zijn ‘nietsnutten’, mensen die niet tegen het leven opgewassen zijn, tobbers en twijfelaars.
Oğuz Atay overleed in 1977 aan een hersentumor. Zes jaar daarna werden nog een lang verhaal, Eylembilim, en zijn dagboek gevonden.

## Atays oeuvre op een rijtje
- Topoğrafya (1970); Topografie
- Tutunamayanlar (1971–72) — Het leven in stukken
- Tehlikeli Oyunlar (1973) — Gevaarlijke spelletjes
- Bir Bilim Adamının Romanı: Mustafa İnan (1975); Roman over een wetenschapper
- Korkuyu Beklerken (1975); Wachtend op de angst
- Oyunlarla Yaşayanlar; Mensen die leven met spelletjes
- Günlük; Dagboek
- Eylembilim; Wetenschap van actie
- Yasin Aydinin hayati (1943) ; Het leven van Yasin Aydin

## Bron
1. ↑  http://www.literatuuruitturkije.nl/over-vertalingen/vertalingen/oguz-atay-het-leven-in-stukken-fragment/
2. ↑  https://www.hebban.nl/boek/het-leven-in-stukken-oguz-atay

- Bibsys: 90914198
- Bibliothèque nationale de France: cb122971896 (data)
- CiNii: DA13899211
- Gemeinsame Normdatei: 118929623
- International Standard Name Identifier: 0000 0001 2123 0903
- Library of Congress Control Number: n88263348
- Nationale Bibliotheek van Tsjechië: jo2016903355
- Nationale Bibliotheek van Israël: 987007583149705171
- Nationale en Universitaire bibliotheek Zagreb: 000676864
- Nederlandse Thesaurus van Auteursnamen: 071350853
- Système universitaire de documentation: 031829813
- Virtual International Authority File: 19742760
- WorldCat: E39PBJkD6wWfYYtFX6XRYPBMfq

- (de)  Tatjana Seyppel, Der Intellektuelle bei Oğuz Atay : dargestellt an dem Roman "Die Haltlosen", Wiesbaden : Harrassowitz ISBN 3-447-03190-5.